# Ptilanthura tenuis
Ptilanthura tenuis är en kräftdjursart som beskrevs av Harger 1878. Ptilanthura tenuis ingår i släktet Ptilanthura och familjen Anthuridae. Inga underarter finns listade i Catalogue of Life.